# Lasianthus borneensis
Lasianthus borneensis är en måreväxtart som beskrevs av Elmer Drew Merrill. Lasianthus borneensis ingår i släktet Lasianthus och familjen måreväxter. Inga underarter finns listade i Catalogue of Life.